# 熱帶風暴潭美 (2001年)
熱帶風暴潭美（英語：Tropical Storm Trami，國際編號：0105，聯合颱風警報中心：07W，菲律賓大氣地球物理和天文管理局：Gorio）為2001年太平洋颱風季第五個被命名的風暴。「潭美」一名由越南提供，是越南語中的山茶花。

## 發展過程
7月8日UTC0時，一熱帶低氣壓在菲律賓薩馬島以東海面上生成。該熱帶低氣壓保持向西北方向的路徑。7月10日UTC0時，該熱帶低氣壓在呂宋島東北面海域增強為熱帶風暴，並命名為潭美。潭美繼續向西北方向移動，並於7月11日UTC6時登陸台灣台東縣大武鄉。UTC12時，潭美減弱為熱帶低氣壓。UTC18時，潭美在台灣西部海面完全消散。

## 影響

### 臺灣
當地發佈最高熱帶氣旋警告信號：海上陸上颱風警報
7月10日上午9時40分，中央氣象局發布海上颱風警報。下午8時15分，中央氣象局發布陸上颱風警報。
7月11日下午9時，中央氣象局解除所有颱風警報。

#### 災情
因颱風的外圍環流碰撞中央山脈，其降雨密集地分布於台灣南部，形成所謂小颱風擁有大暴雨之勢。
此後，颱風中心翻越中央山脈，過境台灣東部，其引進旺盛西南氣流，在高雄及屏東地區引發豪雨。雖然潭美颱風減弱成熱帶低氣壓，卻導致降雨不減反增，創下高雄氣象站近40年以來，單日降雨量470.5公釐最高紀錄，造成全高雄市平原地區嚴重積水，以鼓山、左營及前鎮三區最為嚴重。隨後災情開始蔓延至鳳山、仁武等周鄰地區，另外在屏東縣則是鐵、公路交通中斷。其所帶來的災情，是繼1977年颱風賽洛瑪之後，高雄最為慘重的一次水災，史稱「七一一水災」，這也是高雄市政府記錄中少數造成市區淹水近成人膝蓋高的水災。
水災的原因，主要是當時高雄市區的排水防洪設施無法承受短時間內的大量降雨，同時愛河排水閘門延誤開啟，排水出海受阻，使洪水宣洩不及。
| 災情方面 | 災況 | 來源          |
| -------- | --- | ------------- |
| 公路交通 | 高雄縣：旗山鎮、仁武鄉、鳥松鄉及鳳山市；高雄市：左營、三民、苓雅、前鎮、鼓山、前金及鹽埕等七區，道路全遭受積水影響，造成交通大打結。                     | [ 11 ] [ 12 ] |
| 鐵路交通 | 南迴線枋野二號橋有土石覆蓋軌道，造成列車誤點。 | [ 11 ]        |
| 電力     | 截至7月12日8時止統計停電戶，高雄市有：左營、前鎮、三民、鼓山、苓雅、前金及鹽埕等七區；高雄縣有：仁武鄉、鳥松鄉、鳳山市及旗山鎮，高雄縣市總計13萬6175戶。 | [ 12 ] [ 13 ] |
| 自來水   | 截至7月12日8時止統計停水戶，僅柴山地區發生停水，總計約100戶。                                                                                            | [ 13 ]        |
| 損失總計 | 5人死亡、數千棟建築物淹水、13萬6175戶停電、約100戶停水、農漁畜業約7千萬新台幣。                                                                          | [ 7 ] [ 13 ]  |

## 熱帶氣旋信號使用記錄

### 臺灣
| 交通部中央氣象局 颱風警報 | 交通部中央氣象局 颱風警報 | 交通部中央氣象局 颱風警報 |
| ------------------------- | ------------------------- | ------------------------- |
| 上一熱帶氣旋              | 海上颱風警報              | 下一熱帶氣旋              |
| 中度颱風尤特              | 海上颱風警報              | 中度颱風玉兔              |
| 中度颱風尤特              | 陸上颱風警報              | 中度颱風桃芝              |

## 外部連結
- （日語）http://www.jma.go.jp/ （页面存档备份，存于） 日本氣象廳首頁
- （英文）http://www.usno.navy.mil/JTWC/ （页面存档备份，存于） 聯合颱風警報中心首頁
- （简体中文）https://web.archive.org/web/20120928121548/http://www.nmc.gov.cn/ 中央氣象台首頁
- （繁體中文）http://www.cwb.gov.tw/ （页面存档备份，存于） 中央氣象局首頁
- （繁體中文）http://www.hko.gov.hk/ （页面存档备份，存于） 香港天文台首頁
- （繁體中文）http://www.smg.gov.mo/ （页面存档备份，存于） 澳門地球物理暨氣象局首頁